# John Dykstra
John Dykstra (Long Beach, 3 de junho de 1947) é um especialista em efeitos visuais estadunidense. Venceu o Oscar de melhores efeitos visuais na edição de 2005 por Spider-Man 2, ao lado de Scott Stokdyk, Anthony LaMolinara e John Frazier.